# Guennadi Strajov
Guennadi Strajov (Moscú, Unión Soviética, 1 de noviembre de 1944) es un deportista soviético retirado especialista en lucha libre olímpica donde llegó a ser subcampeón olímpico en Múnich 1972.

## Carrera deportiva
En los Juegos Olímpicos de 1972 celebrados en Múnich ganó la medalla de plata en lucha libre olímpica de pesos de hasta 90 kg, tras el luchador estadounidense Ben Peterson (oro) y por delante del húngaro Károly Bajkó (bronce).